# Diadegma narcyiae
Diadegma narcyiae là một loài tò vò trong họ Ichneumonidae.